# Nicolaísmo
El nicolaísmo se refiere en la Iglesia católica al matrimonio o amancebamiento de clérigos.
En la Biblia cristiana se menciona un grupo de nicolaítas en el libro del Apocalipsis: sea en la carta a la iglesia de Éfeso (2,6) y a la de Pérgamo (2,14-15), en términos negativos sobre todo por su libertinaje sexual. Ireneo de Lyon los presenta como discípulos de Nicolás, uno de los siete diáconos de la comunidad primitiva (cf. Hch 6,5-6), pero sin fundamento alguno, porque el diácono Nicolás era más bien rigorista en esta materia. Epifanio de Salamina por su parte concreta la descripción de este grupo indicando que promovían el matrimonio de los clérigos. Por su parte, Eusebio de Cesarea, citando a Clemente de Alejandría subraya su fama como libertinos promotores del amor libre.
Ese Nicolás sería más bien un equivalente helénico del Balaán del Antiguo Testamento, quien sugirió a Balaq que indujera a los israelitas a la idolatría por medio de las hijas de Moab (Núm 25,1-3); Balaán es mencionado en este sentido por el Apocalipsis (2,14); de esa confusión provino después el nombre y la práctica del nicolaísmo, es decir, el incumplimiento de la ley del celibato por parte de los sacerdotes de la Iglesia latina (Manual de Historia de la Iglesia de José Sánchez Herrero)
Esta práctica fue prohibida por el papa Nicolás II (de ahí el término nicolaísmo) en un sínodo celebrado en Letrán en el año 1059, en el que además de ordenar la excomunión de los sacerdotes casados que no repudiasen a sus esposas, prohibía a los laicos participar en misas celebradas por ellos.
En el I Concilio de Letrán (1123), Cánones 3 y 11, se vuelve a impedir que sacerdotes, diáconos, subdiáconos se casen. También les prohíbe mantener concubinas y la permanencia en sus casas de cualquier mujer diferente a las admitidas por los antiguos cánones. Los matrimonios en vigor de los clérigos son declarados nulos de pleno derecho, y los que los hubiesen oficiado son declarados pecadores y obligados a Confesión.
Esto suponía combatir las aspiraciones de clérigos que tenían hijos y pretendían que estos heredasen sus cargos eclesiásticos. A su vez, la Iglesia se convertía en beneficiaria de los prelados sin herederos.